# Župa
 Ovo je glavno značenje pojma Župa. Za druga značenja pogledajte Župa (razdvojba).
Župa (grč. paroikia - stanovati blizu) ili župna zajednica, najmanja je upravna jedinica u kršćanskim crkvama. Tradicijski označava zajednicu vjernika koja živi na određenom području unutar biskupije. Svaka župa ima župnika kao vlastitoga upravitelja i vlastitu, mjesnu crkvu. Iako je župa najčešće određena područjem, ona može biti određena i obredom, narodnošću i jezikom. Više župa obuhvaćeno je u dekanat, a više dekanata predstavlja biskupiju - time je župa kao prostorna i područna jedinica ustrojstveno povezana s cijelom Crkvom.
Uz župnika (župnog vikara) kao poglavara i pastira (prema Zakoniku kanonskoga prava), kapelana i redovnika, osim klera, u župno je djelovanje uključen i laikat predstavništvom u župnim pastoralnim i ekonomskim vijećima, koje njeguje načela supsidijarnosti, solidarnosti i predstavničke demokracije, s obzirom na to da se članovi vijeća biraju na izborima unutar župne zajednice. U tomu je smislu zajedničko predstavništvo svećenstva i puka svojevrsno »ogledalo župne zajednice«. Važnost vjerničkoga puka (laikata) očituje se i u njegovoj ulozi u prilagođavanju župnoga pastorala društvenim promjenama.
Isus Krist kao utemeljitelj kršćanstva još za svoga zemaljskoga života uspostavlja ustrojstvo i različite zadaće među svojim učenicima, iz kojih će se nakon Njegova Uskrsnuća i Uzašašća, kao svojevrsna dopuna postojećih židovskih vjerskih službi (Mt 5, 17-19), iznjedriti crkvene službe i ustanove. Predajući svoje zemaljsko namjesništvo Petru Krist uspostavlja ustanovu papinstva ↓bilj1, dok je još na Posljednjoj večeri ustanovio svećenički red (instituciju posvećenoga života), službe euharistije i svete mise kao spomen-čina Njegova otkupiteljskog djela (muke, smrti i uskrsnuća). Iako su se prvotni kršćani okupljali u Hramu i sinagogama, vremenom dolazi do odvajanja od židovske tradicije i okupljanja po kućama na »lomljenju kruha«, što je početak institucionalizacije župe kao središta područnoga pastoralna djelovanja. Tako su još rane kršćanske zajednice pokazivale sve jedinstvene značajke Crkve u cjelini: njezinu mučeničku (martiria), bogoslužnu (leiturgia), poslužiteljsku (diakonia - đakonat) i društvenu sastavnicu (koinonia). Ipak, u tom se razdoblju još ne može govoriti o župi u današnjem smislu riječi, već kao o zajednicama što su prisno slavile bogoslužje.
Papa Franjo u enciklici Evangelii gaudium (Radost evanđelja) za župu ističe:

Na audijenciji 2. svibnja 2015. isti papa navodi: